# المويلح (السعودية)
المويلح هي قرية سعودية تابعة لإمارة منطقة تبوك. تقع على ساحل البحر الأحمر من الشمال لمدينة ضبا والتي تبعد عنها قرابة 40 كيلومتر. كانت قديماً مدينة وميناء هاماً على ساحل البحر الأحمر، حيث كان يمر بها الحجاج القادمين من بلاد الشام ومصر وتصرف لهم المؤونة من وكيل القلعة. تضم مجموعة من المنازل القديمة ومسجد وقلعة حربية، كانت في الأصل برجاً بناه المماليك، وفي عصر الدولة العثمانية تم تحويل البرج إلى قلعة وذلك في عام 968 هـ خلال حكم السلطان سليمان القانوني. دمرت القلعة بواسطة بارجة إنجليزية خلال الحرب العالمية الأولى.